# Laconia (New Hampshire)
Laconia település az Amerikai Egyesült Államok New Hampshire államában, Belknap megyében, melynek megyeszékhelye is. Lakosainak száma 16 871 fő (2020. április 1.).

## Népesség
A település népességének változása:

| 2010 | 15 951 |
| 2020 | 16 871 |